# Hookeriopsis secunda
Hookeriopsis secunda là một loài Rêu trong họ Hookeriaceae. Loài này được (Griff.) Broth. mô tả khoa học đầu tiên năm 1907.